# Antílop nan de Bates
L'antílop nan de Bates (Neotragus batesi) és un antílop nan que viu a les selves tropicals de l'Àfrica central. Fou anomenat en honor de l'ornitòleg i botànic estatunidenc George Latimer Bates.
És molt semblant a l'antílop reial, però és més gran, amb una alçada a l'espatlla de 30 cm i un pes de tres kg. A més, la part interior de la cua és negra en lloc de blanca. Les banyes mesuren uns 5 cm de llarg i són llises.
Els mascles són solitaris i territorials. Les femelles també tendeixen a ser solitàries, però a vegades també se les pot trobar vivint en petits grups.